# EagleEye (satelita)
EagleEye – satelita obserwacyjny, znajdujący się na orbicie ok. 350 km. Jest to pierwszy satelita opracowany i obsługiwany przez Polską Agencję Kosmiczną (POLSA).

## Rozwój
Prace nad EagleEye rozpoczęły się w kwietniu 2020 r. jako wynik współpracy konsorcjum organizacji przemysłowych i naukowych pod przewodnictwem firmy Creotech, przy współudziale Centrum Badań Kosmicznych i Scanway. Podstawę EagleEye w dużej mierze zaczerpnięto z wcześniejszego projektu HyperSat Creotech rozpoczętego w 2017 r. jako modułowej platformy dla małych satelitów.
Satelita został zaprojektowany od podstaw w Polsce, z wyłączeniem niektórych komponentów jak mikroprocesory.
Rozdzielczość zdjęć wynosi jeden metr na piksel, a obraz może być rejestrowany zarówno w świetle widzialnym, jak i podczerwonym.

## Misja
Sonda EagleEye została wystrzelona na pokładzie statku SpaceX Falcon 9 Transporter-11 15 sierpnia 2024 roku.
17 sierpnia Creotech poinformowała, że pierwsza faza misji EagleEye zakończyła się sukcesem, nawiązano łączność i otrzymano wszystkie parametry dalszych operacji.
25 sierpnia Creotech poinformowała, że utracono dwukierunkową komunikację z satelitą.